# Christine Hakim
Pour les articles homonymes, voir Hakim.
Christine Hakim  est une actrice de cinéma indonésienne, née le 25 décembre 1956 à Kuala Tungkal (province de Jambi, Indonésie). Sa famille, musulmane, lui a donné entre autres le nom de « Christine » parce qu'elle est née le jour de Noël. Immense star dans son pays, elle a obtenu à six reprises le Piala Citra de la meilleure actrice (équivalent indonésien des Césars).
Elle fut membre du jury lors du Festival de Cannes 2002.

## Filmographie
- 1976 : Hapuslah air matamu
- 1988 : Tjoet Nja' Dhien
- 1991 : Tod auf Bali
- 1996 : L'Homme qui dort (眠る男, Nemuru otoko?) de Kōhei Oguri : Tia
- 1997 : Gordel van smarag
- 1998 : Daun di atas bantal
- 2001 : Pasir berbisik
- 2009 : Merantau
- 2023 : Sara

## Télévision
- 2023 : The Last of Us